# 莫羅鎮區 (阿肯色州華盛頓縣)
莫羅鎮區（英語：Morrow Township）是位於美國阿肯色州華盛頓縣的一個行政鎮區。

## 地方資料
莫羅鎮區的面積為29.21平方千米，當中陸地面積為29.02平方千米，而水域面積為0.19平方千米。根據2010年美國人口普查的數據，當地共有人口466人，而人口密度為每平方千米15.95人。